# Thomaz Soares da Silva
Thomaz Soares da Silva, més conegut com a Zizinho, (14 d'octubre, 1921 - 8 de febrer, 2002) fou un futbolista brasiler dels anys 40 i 50.
Jugava de centrecampista ofensiu o extrem. Fou una de les estrelles de la selecció brasilera a la Copa del Món de Futbol de 1950, celebrada al Brasil. Juntament amb Jair i Ademir, portà al Brasil a la final del campionat, que va perdre davant Uruguai. En total jugà 53 cops amb Brasil. Va marcar 30 gols.
Pel que fa a clubs, destacà al Flamengo on romangué entre 1939 i 1950. També destacà a Bangu i São Paulo FC. Audax Italiano de Xile fou el seu darrer club.
Pelé va dir de Zizinho que era el millor futbolista que mai havia vist. "Era un jugador complet. Podia jugar de centrecampista o en l'atac. Era ofensiu i sabia marcar gols. I no tenia por de la cara dels seus rivals".
Fou escollit en la quarta posició en l'elecció dels millors jugadors brasilers del segle xx per IFFHS.

## Palmarès
Flamengo 
- Campionat carioca: 1939, 1942, 1943, 1944

Bangu 
- Màxim golejador del campionat carioca 1952 (19 gols)

São Paulo 
- Campionat paulista: 1957

Selecció
- Copa Amèrica de futbol 1949